# Édile Riquer
Pour les articles homonymes, voir Riquer.
Marie Édile Riquer est une actrice française née le 18 août 1832 dans l'ancien 5e arrondissement de Paris et morte le 28 avril 1911 à Paris 8e.

## Biographie
Elle est la fille de Jean-Baptiste Riquer et Louise-Agathe-Antoinette Deshayes, d'une famille fortunée.
La position de fortune assez belle de sa famille ne laissait pas supposer que la jeune Édile se destinerait au théâtre ; mais elle manifesta de bonne heure un goût prononcé pour les études scéniques et, comme on lui reconnaissait une assez jolie voix, son père consentit à lui laisser suivre les cours du Conservatoire. Premier prix de solfège au Conservatoire, puis, en 1850, premier accessit d'opéra-comique, elle abandonna les études de chant pour entrer au Gymnase où elle resta six ans. Engagée le 1er mai 1856 à la Comédie française, elle y débuta le 25 de ce mois dans Henriette des Femmes savantes.
Elle jouait successivement les jeunes premières et les coquettes du répertoire ; elle créait Marguerite du Fruit défendu (1857) Mme de Berny, les Doigts de fée (1858) ; Zoé, l'Africain ; (1860) la vicomtesse d'Isigny, les Effrontés (1861) Chloé, le Coq de Micylle, et quelques autres rôles oubliés aujourd'hui. Sa meilleure création fut celle de Mme Tallien dans le Lion amoureux (1866) ; elle y remporta un grand succès, comme dans le rôle de la marquise de Prie lors de la reprise de Mademoiselle de Belle-Isle, en 1867. Les deux dernières créations de Mme Édile Riquer sont celles de Mme de Loudan, le Monde où l'on s'ennuie, en 1881, et de Mme Nerval, Smilis, en 1884.
Sociétaire le 1er mai 1864, Édile Riquer pris sa retraite le 1er juillet 1884 et fut nommée Officier d'académie en 1885.
Pendant la guerre de 1870 elle avait été nommée déléguée à l'ambulance de la Comédie française. Plus tard, elle fut nommée vice-présidente de l'Orphelinat des Arts. Elle meurt à Paris à l'âge de 79 ans, comme l'annonce Le Figaro le 29 avril 1911.
Ses obsèques se tiennent le 2 mai 1911 à la Madeleine, et son inhumation au cimetière de Montmartre (division 17, ligne 10, tombe 18), où elle repose avec sa mère décédée le 21 mars 1854.

## Anecdote
À sa naissance elle avait été déclarée enfant du sexe masculin, et ses tantes, du côté paternel, voulant accaparer l'héritage qui pouvait un jour lui revenir de la succession de son père, contestèrent son identité. Le procès fut jugé et perdu, par les susdites tantes, dont l'aversion pour leur nièce devint d'autant plus vive.
Cette erreur à la naissance est racontée dans « Biographie contemporaine des artistes du Théâtre-français ; N. Gallois ; 1867 » :
A propos de son entrée à ce théâtre, (au Gymnase) un grand journal rapportait, en novembre 1850, l'anecdote que voici : Au moment de l'engagement, M. Montigny se fit présenter l'acte de naissance : « Mais, s'écria tout d'un coup le directeur, ce n'est pas un jeune premier que j'engage, c'est une ingénue qu'il me faut. Que veut dire ceci ? serais-je victime d'une mystification ? » A cette apostrophe, la pauvre petite Édile se met à trembler de tous ses membres, puis elle se trouve mal ; on accourut du théâtre ; ses compagnes lui prêtèrent secours, M. Montigny s'empressa comme les autres, et tout fut bientôt expliqué pour chacun. Par une erreur vraiment incroyable de l'employé de l'état-civil, l'acte de naissance de mademoiselle Édile Riquer portait ces mots : enfant du sexe masculin.

## Théâtre

### Hors Comédie-Française
- 1850 : Les Petits Moyens d'Eugène Labiche, Gustave Lemoine et Adrien Decourcelle, théâtre du Gymnase : Adèle Delavaut

### Carrière à la Comédie-Française
Entrée en 1856
Nommée 288e sociétaire en 1864
Départ en 1884
- 1856 : Les Femmes savantes de Molière : Henriette
- 1856 : Tartuffe de Molière : Mariane
- 1856 : Le Misanthrope de Molière : Célimène
- 1857 : Le Misanthrope de Molière : Eliante
- 1859 : George Dandin de Molière : Angélique
- 1863 : Tartuffe de Molière : Elmire
- 1864 : Moi d'Eugène Labiche et Édouard Martin : Mme de Verrières
- 1870 : Le Mariage de Figaro de Beaumarchais : la comtesse
- 1873 : Le Misanthrope de Molière : Arsinoé
- 1875 : Les Projets de ma tante de Henry Nicole : Mme Gardonnière
- 1875 : Le Misanthrope de Molière : Éliante

## Sources biographiques
- Quelques détails biographiques sur Mlle Édile Riquer « La Lanterne » 4 juillet 1884
- Nécrologie, « Le Figaro » du 29 avril 1911
- « Biographie contemporaine des artistes du Théâtre-français ; N. Gallois ; 1867 »